# Olympische Sommerspiele 2024/Rugby – Männer
Das olympische Männerturnier im Siebener-Rugby bei den Olympischen Spielen 2024 wurde vom 24. bis 27. Juli ausgetragen. Insgesamt nahmen zwölf Mannschaften teil, Austragungsort war das Stade de France in Saint-Denis. Das Turnier gewann das französische Team, das sich im Finale gegen die Fidschianer durchsetzte; die Bronzemedaille ging an Südafrika.

## Qualifikation
Qualifiziert haben sich folgende Mannschaften:
| Qualifikationswettbewerb                         | Datum                           | Ort               | Plätze | Qualifizierte Teams |
| ------------------------------------------------ | ------------------------------- | ----------------- | ------ | ------------------- |
| Gastgeber                                        |                                 |                   | 1      | Frankreich          |
| World Rugby Sevens Series 2022/23                | 4. November 2022 – 21. Mai 2023 | verschiedene Orte | 4      | Neuseeland          |
| World Rugby Sevens Series 2022/23                | 4. November 2022 – 21. Mai 2023 | verschiedene Orte | 4      | Argentinien         |
| World Rugby Sevens Series 2022/23                | 4. November 2022 – 21. Mai 2023 | verschiedene Orte | 4      | Fidschi             |
| World Rugby Sevens Series 2022/23                | 4. November 2022 – 21. Mai 2023 | verschiedene Orte | 4      | Australien          |
| Südamerikanisches Qualifikationsturnier          | 17.–18. Juni 2023               | Montevideo        | 1      | Uruguay             |
| 7er-Rugby bei den Europaspielen 2023             | 21. Juni – 2. Juli 2023         | Krakau            | 1      | Irland              |
| 7er-Rugby-Nord-/Zentralamerikameisterschaft 2023 | 19.–20. August 2023             | Langford          | 1      | Vereinigte Staaten  |
| 7er-Rugby-Afrikameisterschaft 2023               | 16.–17. September 2023          | Harare            | 1      | Kenia               |
| Asiatisches Qualifikationsturnier                | 18.–19. November 2023           | Osaka             | 1      | Japan               |
| 7er-Rugby-Ozeanienmeisterschaft 2023             | 10.–12. November 2023           | Brisbane          | 1      | Samoa               |
| Olympisches Qualifikationsturnier                | 21.–23. Juni 2024               | Monaco            | 1      | Südafrika           |
| Gesamt                                           | Gesamt                          | Gesamt            | 12     | 12                  |

## Spielplan

### Vorrunde
Die Erst- und Zweitplatzierten jeder Gruppe qualifizierten sich direkt für das Viertelfinale. Des Weiteren qualifizierten sich die zwei besten Gruppendritten ebenfalls für das Viertelfinale.

#### Gruppe A
| Pl. | Mannschaft | S | U | N | Ergb.  | Diff. | Pkt. |
| --- | ---------- | - | - | - | ------ | ----- | ---- |
| 1.  | Neuseeland | 3 | 0 | 0 | 71:29  | + 42  | 9    |
| 2.  | Irland     | 2 | 0 | 1 | 62:24  | + 38  | 7    |
| 3.  | Südafrika  | 1 | 0 | 2 | 59:32  | + 27  | 5    |
| 4.  | Japan      | 0 | 0 | 3 | 22:129 | − 107 | 3    |

| 24. Juli 2024 17:30 Uhr | Irland                                        | 10 : 5        | Südafrika                      | Stade de France, Paris Schiedsrichter: Gianluca Gnecchi (Italien) |
| 24. Juli 2024 17:30 Uhr | Versuche: Conroy 8. n.erh. Kennedy 12. n.erh. | (5:0) Bericht | Versuche: S. Davids 14. n.erh. | Stade de France, Paris Schiedsrichter: Gianluca Gnecchi (Italien) |

| 24. Juli 2024 21:00 Uhr | Irland | 40 : 5         | Japan                       | Stade de France, Paris Schiedsrichter: Morné Ferreira (Südafrika) |
| 24. Juli 2024 21:00 Uhr | Versuche: Kennedy 1. n.erh. Mullins (2) 8. n.erh., 12. n.erh. McNulty 8. n.erh. Comerford 10. erh. Ward 15. n.erh. Erhöhungen: Lennox (3/4) Roche (2) | (14:0) Bericht | Versuche: Tsuoka 14. n.erh. | Stade de France, Paris Schiedsrichter: Morné Ferreira (Südafrika) |

| 24. Juli 2024 21:30 Uhr | Neuseeland                                                                                 | 17 : 5         | Südafrika                     | Stade de France, Paris Schiedsrichter: Reuben Keane (Australien) |
| 24. Juli 2024 21:30 Uhr | Versuche: Leo (2) 2. n.erh., 11. erh. McGarvey-Black 7. n.erh. Erhöhungen: Rokolisoa (1/1) | (10:5) Bericht | Versuche: S. Davids 4. n.erh. | Stade de France, Paris Schiedsrichter: Reuben Keane (Australien) |

| 25. Juli 2024 16:00 Uhr | Südafrika | 49 : 5         | Japan                     | Stade de France, Paris Schiedsrichter: Nick Hogan (Neuseeland) |
| 25. Juli 2024 16:00 Uhr | Versuche: Z. Davids 2. erh. Visser 3. erh. van Wyk (2) 4. erh., 14. erh. Oosthuizen (2) 6. erh., 7. erh. Specman 12. erh. Erhöhungen: Leyds (5/5) Brown (2/2) | (35:0) Bericht | Versuche: Ueda 10. n.erh. | Stade de France, Paris Schiedsrichter: Nick Hogan (Neuseeland) |

#### Gruppe B
| Pl. | Mannschaft  | S | U | N | Ergb. | Diff. | Pkt. |
| --- | ----------- | - | - | - | ----- | ----- | ---- |
| 1.  | Australien  | 3 | 0 | 0 | 64:35 | + 29  | 9    |
| 2.  | Argentinien | 2 | 0 | 1 | 73:46 | + 27  | 7    |
| 3.  | Samoa       | 1 | 0 | 2 | 52:49 | + 3   | 5    |
| 4.  | Kenia       | 0 | 0 | 3 | 19:78 | − 59  | 3    |

| 24. Juli 2024 15:30 Uhr | Australien                                                                         | 21 : 14       | Samoa                                                                             | Stade de France, Paris Schiedsrichter: Jérémy Rozier (Frankreich) |
| 24. Juli 2024 15:30 Uhr | Versuche: Hutchison (2) 7. erh., 14. erh. Lawson 11. erh. Erhöhungen: Roache (3/3) | (7:7) Bericht | Versuche: Opetai 3. erh. Falaniko 14. erh. Erhöhungen: Scanlan (1/1) Maiava (1/1) | Stade de France, Paris Schiedsrichter: Jérémy Rozier (Frankreich) |

| 24. Juli 2024 16:00 Uhr | Argentinien | 31 : 12       | Kenia                                                             | Stade de France, Paris Schiedsrichter: AJ Jacobs (Südafrika) |
| 24. Juli 2024 16:00 Uhr | Versuche: Fraga (2) 7. n.erh., 8. erh. Elizalde 11. erh. González 14. erh. Moneta 14. n.erh. Erhöhungen: Pellandini (2/3) Mare (1/1) | (5:7) Bericht | Versuche: Ojwang 4. erh. Wekesa 9. n.erh. Erhöhungen: Mboya (1/2) | Stade de France, Paris Schiedsrichter: AJ Jacobs (Südafrika) |

| 24. Juli 2024 19:00 Uhr | Australien                                                                      | 21 : 7         | Kenia                                                                    | Stade de France, Paris Schiedsrichter: Paulo Duarte (Portugal) |
| 24. Juli 2024 19:00 Uhr | Versuche: Turner 1. erh. Lawson 6. erh. Toole 13. erh. Erhöhungen: Roache (3/3) | (14:7) Bericht | Versuche: Maliko 11. erh. Leitufia 14. n.erh. Erhöhungen: Leitufia (1/2) | Stade de France, Paris Schiedsrichter: Paulo Duarte (Portugal) |

| 24. Juli 2024 19:30 Uhr | Argentinien                                                                                              | 28 : 12        | Samoa                                           | Stade de France, Paris Schiedsrichter: Francisco González (Uruguay) |
| 24. Juli 2024 19:30 Uhr | Versuche: Osadczuk (2) 2. erh., 9. erh. Graziano 5. erh. Pellandini 7. erh. Erhöhungen: Pellandini (4/4) | (21:0) Bericht | Versuche: Mboya 3. erh. Erhöhungen: Mboya (1/1) | Stade de France, Paris Schiedsrichter: Francisco González (Uruguay) |

| 25. Juli 2024 14:00 Uhr | Samoa | 26 : 0        | Kenia | Stade de France, Paris Schiedsrichter: Reuben Keane (Australien) |
| 25. Juli 2024 14:00 Uhr | Versuche: Opetai 3. n.erh. Scanlan 8. erh. Maliko 14. erh. Onosai 14. erh. Erhöhungen: Falaniko (1/2) Maiava (1/1) Leitufia (1/1) | (5:0) Bericht |       | Stade de France, Paris Schiedsrichter: Reuben Keane (Australien) |

| 25. Juli 2024 14:30 Uhr | Argentinien                                                                     | 14 : 22        | Australien                                                                                                | Stade de France, Paris Schiedsrichter: Adam Leal (England) |
| 25. Juli 2024 14:30 Uhr | Versuche: Schulz 2. erh. Osadczuk 11. erh. Erhöhungen: Joaquín Pellandini (2/2) | (7:10) Bericht | Versuche: Hutchison 7. n.erh. Dowling 7. n.erh. Roache 9. n.erh. Malouf 13. erh. Erhöhungen: Roache (1/4) | Stade de France, Paris Schiedsrichter: Adam Leal (England) |

#### Gruppe C
| Pl. | Mannschaft         | S | U | N | Ergb. | Diff. | Pkt. |
| --- | ------------------ | - | - | - | ----- | ----- | ---- |
| 1.  | Fidschi            | 3 | 0 | 0 | 97:36 | + 61  | 9    |
| 2.  | Frankreich         | 1 | 1 | 1 | 43:43 | ± 0   | 6    |
| 3.  | Vereinigte Staaten | 1 | 1 | 1 | 57:67 | – 10  | 6    |
| 4.  | Uruguay            | 0 | 0 | 3 | 41:92 | – 51  | 3    |

| 24. Juli 2024 16:30 Uhr | Frankreich                                                           | 12 : 12       | Vereinigte Staaten                                                    | Stade de France, Paris Schiedsrichter: Adam Leal (England) |
| 24. Juli 2024 16:30 Uhr | Versuche: Sepho 4. n.erh. Rebbadj 8. erh. Erhöhungen: Barraque (1/2) | (5:7) Bericht | Versuche: Lacamp 7. erh. Tupuola 12. n.erh. Erhöhungen: Tomasin (1/1) | Stade de France, Paris Schiedsrichter: Adam Leal (England) |

| 24. Juli 2024 17:00 Uhr | Fidschi | 40 : 12        | Uruguay                                                                   | Stade de France, Paris Schiedsrichter: Ben Breakspear (Wales) |
| 24. Juli 2024 17:00 Uhr | Versuche: Nasova (2) 2. n.erh., 7. erh. Loganimasi 5. erh. Nacuqu 8. erh. Teba 11. erh. Ravutaumada 15. erh. Erhöhungen: Nacuqu (3/4) Teba (1/1) Tamani (1/1) | (19:7) Bericht | Versuche: González 4. erh. Basso 10. n.erh. Erhöhungen: Lijtenstein (1/1) | Stade de France, Paris Schiedsrichter: Ben Breakspear (Wales) |

| 24. Juli 2024 20:00 Uhr | Frankreich                                                                                | 19 : 12       | Uruguay                                                                      | Stade de France, Paris Schiedsrichter: Nick Hogan (Neuseeland) |
| 24. Juli 2024 20:00 Uhr | Versuche: Zeghdar 3. n.erh. Dupont 9. n.erh. Joseph 12. n.erh. Erhöhungen: Barraque (2/3) | (5:7) Bericht | Versuche: Facciolo 8. erh. González 10. n.erh. Erhöhungen: Lijtenstein (1/1) | Stade de France, Paris Schiedsrichter: Nick Hogan (Neuseeland) |

| 24. Juli 2024 20:30 Uhr | Fidschi | 38 : 12        | Vereinigte Staaten                                                | Stade de France, Paris Schiedsrichter: Jordan Way (Australien) |
| 24. Juli 2024 20:30 Uhr | Versuche: Teba 2. erh. Rasaku 4. erh. Ravutaumada 5. n.erh. Raisuqe 7. erh. Baleiwairiki 8. n.erh. Nacuqu 10. erh. Erhöhungen: Teba (4/5) | (33:5) Bericht | Versuche: Bizer 5. erh. Baker 11. n.erh. Erhöhungen: Hughes (1/1) | Stade de France, Paris Schiedsrichter: Jordan Way (Australien) |

| 25. Juli 2024 15:00 Uhr | Vereinigte Staaten                                                                                  | 33 : 17         | Uruguay                                                                               | Stade de France, Paris Schiedsrichter: Jérémy Rozier (Frankreich) |
| 25. Juli 2024 15:00 Uhr | Versuche: Baker (4) 1. erh., 7. erh., 11. erh., 14. n.erh. Lacamp 8. erh. Erhöhungen: Tomasin (4/5) | (14:12) Bericht | Versuche: Amaya (2) 3. n.erh., 13. n.erh. Basso 5. erh. Erhöhungen: Lijtenstein (1/2) | Stade de France, Paris Schiedsrichter: Jérémy Rozier (Frankreich) |

| 25. Juli 2024 15:30 Uhr | Fidschi                                                                                       | 19 : 12       | Frankreich                                                                     | Stade de France, Paris Schiedsrichter: AJ Jacobs (Südafrika) |
| 25. Juli 2024 15:30 Uhr | Versuche: Tuwai 6. n.erh. Rasaku 9. erh. Nasova 13. erh. Erhöhungen: Teba (1/2) Veilawa (1/1) | (5:5) Bericht | Versuche: Grandidier Nkanang 4. n.erh. Timo 14. erh. Erhöhungen: Rebbadj (1/1) | Stade de France, Paris Schiedsrichter: AJ Jacobs (Südafrika) |

### Spiele um Platz 9 bis 12
|  | Platzierungsspiele um Platz 9 bis 12 | Platzierungsspiele um Platz 9 bis 12 |               |    | Spiel um Platz 9 | Spiel um Platz 9 |
|  |                                      |                                      |               |    |                  |                  |
|  | Samoa                                | 42                                   |               |    |                  |                  |
|  | Japan                                | 7                                    |               |    |                  |                  |
|  | 25. Juli 2024                        |                                      |               |    |                  |                  |
|  |                                      |                                      | 27. Juli 2024 |    |                  |                  |
|  | Samoa                                | 5                                    |               |    |                  |                  |
|  |                                      | Kenia                                | 10            |    |                  |                  |
|  |                                      |                                      |               |    |                  |                  |
|  | Spiel um Platz 11                    |                                      |               |    |                  |                  |
|  | 25. Juli 2024                        | 25. Juli 2024                        | Japan         | 10 |                  |                  |
|  | Uruguay                              | 14                                   | Uruguay       | 21 |                  |                  |
|  | Kenia                                | 19                                   |               |    | 27. Juli 2024    | 27. Juli 2024    |

#### Platzierungsspiele um Platz 9 bis 12
| 25. Juli 2024 20:00 Uhr | Samoa | 42 : 7         | Japan                                                | Stade de France, Paris Schiedsrichter: Gianluca Gnecchi (Italien) |
| 25. Juli 2024 20:00 Uhr | Versuche: Scanlan (2) 1. erh., 3. erh. Maliko 9. erh. Leitufia 10. erh. Maiava 12. erh. Lalomilo 14. erh. Erhöhungen: Leitufia (3/3) Scanlan (2/2) Maiava (1/1) Maliko (1/1) | (14:7) Bericht | Versuche: Noguchi 8. erh. Erhöhungen: Taninaka (1/1) | Stade de France, Paris Schiedsrichter: Gianluca Gnecchi (Italien) |

| 25. Juli 2024 20:30 Uhr | Uruguay | 14 : 19       | Kenia                                                           | Stade de France, Paris Schiedsrichter: Paulo Duarte (Portugal) |
| 25. Juli 2024 20:30 Uhr | Versuche: Tafernaberry 1. erh. Amaya 16. erh. Odongo 18. erh. Erhöhungen: Tafernaberry (1/1) Lijtenstein (1/1) | (7:0) Bericht | Versuche: Okoth 10. erh. Asati 12. erh. Erhöhungen: Mboya (2/2) | Stade de France, Paris Schiedsrichter: Paulo Duarte (Portugal) |

#### Spiel um Platz 11
| 27. Juli 2024 16:30 Uhr | Japan                                        | 10 : 21        | Uruguay                                                                               | Stade de France, Paris Schiedsrichter: Morné Ferreira (Südafrika) |
| 27. Juli 2024 16:30 Uhr | Versuche: Ishida 6. n.erh. Tsuoka 11. n.erh. | (5:21) Bericht | Versuche: González (2) 1. erh., 4. erh. Viñals 2. erh. Erhöhungen: Tafernaberry (3/3) | Stade de France, Paris Schiedsrichter: Morné Ferreira (Südafrika) |

#### Spiel um Platz 9
| 27. Juli 2024 17:00 Uhr | Samoa                       | 5 : 10        | Kenia                                    | Stade de France, Paris Schiedsrichter: Tevita Rokovereni (Fidschi) |
| 27. Juli 2024 17:00 Uhr | Versuche: Opetai 11. n.erh. | (0:5) Bericht | Versuche: Okeyo (2) 3. n.erh., 8. n.erh. | Stade de France, Paris Schiedsrichter: Tevita Rokovereni (Fidschi) |

### Finalrunde
|  | Viertelfinale      | Viertelfinale |               |               | Halbfinale      | Halbfinale |  |  | Finale        | Finale        |
|  |                    |               |               |               |                 |            |  |  |               |               |
|  | 25. Juli 2024      |               |               |               |                 |            |  |  |               |               |
|  | Neuseeland         | 7             |               |               |                 |            |  |  |               |               |
|  | Neuseeland         | 7             | 27. Juli 2024 |               |                 |            |  |  |               |               |
|  | Südafrika          | 14            |               |               |                 |            |  |  |               |               |
|  | Südafrika          | 14            | Südafrika     | 5             |                 |            |  |  |               |               |
|  |                    |               | Südafrika     | 5             |                 |            |  |  |               |               |
|  |                    | Frankreich    | 19            |               |                 |            |  |  |               |               |
|  | Argentinien        | Frankreich    | 19            | 14            |                 |            |  |  |               |               |
|  | Argentinien        |               |               | 14            |                 |            |  |  |               |               |
|  | Frankreich         | 26            |               | 27. Juli 2024 | 27. Juli 2024   |            |  |  |               |               |
|  | 25. Juli 2024      | 25. Juli 2024 | Frankreich    | 28            |                 |            |  |  |               |               |
|  | 25. Juli 2024      | 25. Juli 2024 |               | Fidschi       | 7               |            |  |  |               |               |
|  | Fidschi            | 19            |               |               |                 |            |  |  |               |               |
|  | Irland             | 15            |               |               |                 |            |  |  |               |               |
|  | Irland             | 15            | Fidschi       | 31            |                 |            |  |  |               |               |
|  |                    |               | Fidschi       | 31            | Spiel um Bronze |            |  |  |               |               |
|  |                    | Australien    | 7             |               |                 |            |  |  |               |               |
|  | Australien         | Australien    | 7             | 18            | Südafrika       | 26         |  |  |               |               |
|  | Australien         | 27. Juli 2024 |               | 18            | Südafrika       | 26         |  |  |               |               |
|  | Vereinigte Staaten | 0             |               | Australien    | 19              |            |  |  |               |               |
|  | Vereinigte Staaten | 0             |               |               | 19              |            |  |  |               |               |
|  | 25. Juli 2024      | 25. Juli 2024 |               |               |                 |            |  |  | 27. Juli 2024 | 27. Juli 2024 |

|  | Platzierungsspiele um Platz 5 bis 8 | Platzierungsspiele um Platz 5 bis 8 |                    |    | Spiel um Platz 5 | Spiel um Platz 5 |
|  |                                     |                                     |                    |    |                  |                  |
|  | Neuseeland                          | 17                                  |                    |    |                  |                  |
|  | Argentinien                         | 12                                  |                    |    |                  |                  |
|  | 27. Juli 2024                       |                                     |                    |    |                  |                  |
|  |                                     |                                     | 27. Juli 2024      |    |                  |                  |
|  | Neuseeland                          | 17                                  |                    |    |                  |                  |
|  |                                     | Irland                              | 7                  |    |                  |                  |
|  |                                     |                                     |                    |    |                  |                  |
|  | Spiel um Platz 7                    |                                     |                    |    |                  |                  |
|  | 27. Juli 2024                       | 27. Juli 2024                       | Argentinien        | 19 |                  |                  |
|  | Irland                              | 17                                  | Vereinigte Staaten | 0  |                  |                  |
|  | Vereinigte Staaten                  | 14                                  |                    |    | 25. Juli 2024    | 25. Juli 2024    |

#### Viertelfinale
| 25. Juli 2024 21:30 Uhr | Argentinien                                                                       | 14 : 26        | Frankreich                                                                                                 | Stade de France, Paris Zuschauer: Jordan Way (Australien) |
| 25. Juli 2024 21:30 Uhr | Versuche: Isgró 9. erh. Moneta 12. n.erh. Erhöhungen: Mare (1/1) Pellandini (1/1) | (0:21) Bericht | Versuche: Timo 4. erh. Grandidier Nkanang (2) 4. erh., 7. erh. Dupont 15. n.erh. Erhöhungen: Rebbadj (3/3) | Stade de France, Paris Zuschauer: Jordan Way (Australien) |

| 25. Juli 2024 22:00 Uhr | Fidschi                                                                                              | 19 : 15        | Irland                                                    | Stade de France, Paris Schiedsrichter: Nick Hogan (Neuseeland) |
| 25. Juli 2024 22:00 Uhr | Versuche: Baleiwairiki 1. erh. Nasova 12. erh. Nacuqu 12. n.erh. Erhöhungen: Teba (1/1) Tamani (1/1) | (7:10) Bericht | Versuche: Mullins (2) 5. n.erh., 7. n.erh. Ward 9. n.erh. | Stade de France, Paris Schiedsrichter: Nick Hogan (Neuseeland) |

| 25. Juli 2024 22:30 Uhr | Australien                                                                                   | 18 : 0         | Vereinigte Staaten | Stade de France, Paris Schiedsrichter: Jérémy Rozier (Frankreich) |
| 25. Juli 2024 22:30 Uhr | Versuche: Turner 5. n.erh. Toole 8. n.erh. Longbottom 15. n.erh. Straftritte: Longbottom 14. | (10:0) Bericht |                    | Stade de France, Paris Schiedsrichter: Jérémy Rozier (Frankreich) |

#### Platzierungsspiele um Platz 5 bis 8
| 27. Juli 2024 15:00 Uhr | Irland                                                                              | 17 : 14       | Vereinigte Staaten                                                  | Stade de France, Paris Schiedsrichter: Francisco Gonzalez (Uruguay) |
| 27. Juli 2024 15:00 Uhr | Versuche: Lennox 1. erh. Ward 14. n.erh. Kennedy 15 n.erh. Erhöhungen: Lennox (1/1) | (7:7) Bericht | Versuche: Cummings 7. erh. Baker 11. erh. Erhöhungen: Tomasin (2/2) | Stade de France, Paris Schiedsrichter: Francisco Gonzalez (Uruguay) |

#### Spiel um Platz 7
| 27. Juli 2024 18:00 Uhr | Argentinien                                                                     | 19 : 0        | Vereinigte Staaten | Stade de France, Paris Schiedsrichter: Nick Hogan (Neuseeland) |
| 27. Juli 2024 18:00 Uhr | Versuche: Osadczuk (2) 7. erh., 9. erh. Isgró 13. n.erh. Erhöhungen: Wade (2/2) | (7:0) Bericht |                    | Stade de France, Paris Schiedsrichter: Nick Hogan (Neuseeland) |

#### Halbfinale
| 27. Juli 2024 15:30 Uhr | Südafrika                  | 5 : 19        | Frankreich                                                                          | Stade de France, Paris Schiedsrichter: Rueben Keane (Australien) |
| 27. Juli 2024 15:30 Uhr | Versuche: Leyds 10. n.erh. | (0:0) Bericht | Versuche: Rebbadj (2) 11. erh., 14. erh. Sepho 15. n.erh. Erhöhungen: Rebbadj (2/3) | Stade de France, Paris Schiedsrichter: Rueben Keane (Australien) |

| 27. Juli 2024 16:00 Uhr | Fidschi | 31 : 7        | Australien                                         | Stade de France, Paris Schiedsrichter: AJ Jacobs (Südafrika) |
| 27. Juli 2024 16:00 Uhr | Versuche: Nasova 8. erh. Baleiwairiki 8. erh. Rasaku 11. erh. Ravutaumada 14. erh. Erhöhungen: Teba (2/2) Nacuqu (2/2) Straftritte: Veilawa (1/1) 14. | (7:7) Bericht | Versuche: Dowling 6. erh. Erhöhungen: Roache (1/1) | Stade de France, Paris Schiedsrichter: AJ Jacobs (Südafrika) |

#### Spiel um Bronze
| 27. Juli 2024 19:00 Uhr | Südafrika | 26 : 19       | Australien                                                                           | Stade de France, Paris Schiedsrichter: Jérémy Rozier (Frankreich) |
| 27. Juli 2024 19:00 Uhr | Versuche: S. Davids 7. n.erh. Z. Davids (2) 10. erh., 11. erh. Williams 15. erh. Erhöhungen: Leyds (2/3) Soyizwapi (1/1) | (5:7) Bericht | Versuche: Lawson 5. erh. Toole 12. erh. Paterson 14. n.erh. Erhöhungen: Roache (2/3) | Stade de France, Paris Schiedsrichter: Jérémy Rozier (Frankreich) |

#### Finale
| 27. Juli 2024 19:45 Uhr | Frankreich | 28 : 7        | Fidschi                                           | Stade de France, Paris Schiedsrichter: Jordan Way (Australien) |
| 27. Juli 2024 19:45 Uhr | Versuche: Joseph 5. erh. Grandidier Nkanang 8. erh. Dupont (2) 13. erh., 15. erh. Erhöhungen: Riva (2/2) Rebbadj (1/1) Barraque (1/1) | (7:7) Bericht | Versuche: Talacolo 2. erh. Erhöhungen: Teba (1/1) | Stade de France, Paris Schiedsrichter: Jordan Way (Australien) |

### Abschlussplatzierungen
| Rang | Mannschaft         |
| ---- | ------------------ |
|      | Frankreich         |
|      | Fidschi            |
|      | Südafrika          |
| 4    | Australien         |
| 5    | Neuseeland         |
| 6    | Irland             |
| 7    | Argentinien        |
| 8    | Vereinigte Staaten |
| 9    | Kenia              |
| 10   | Samoa              |
| 11   | Uruguay            |
| 12   | Japan              |

### Medaillengewinner
| Gold Frankreich  | Jean-Pascal Barraque, Antoine Dupont, Théo Forner, Aaron Grandidier Nkanang, Jefferson-Lee Joseph, Stephen Parez, Varian Pasquet, Rayan Rebbadj, Paulin Riva, Jordan Sepho, Andy Timo, Antoine Zeghdar, Nelson Épée Trainer: Jérôme Daret |
| Silber Fidschi   | Ponepati Loganimasi, Iosefo Masi, Jeremia Matana, Sevuloni Mocenacagi, Waisea Nacuqu, Josaia Raisuqe, Kaminieli Rasaku, Selestino Ravutaumada, Joseva Talacolo, Iowane Teba, Terio Tamani, Jerry Tuwai Trainer: Osea Kolinisau            |
| Bronze Südafrika | Selvyn Davids, Zain Davids, Christie Grobbelaar, Tristan Leyds, Quewin Nortje, Ryan Oosthuizen, Tiaan Pretorius, Siviwe Soyizwapi, Rosko Specman, Shilton van Wyk, Impi Visser, Shaun Williams Trainer: Philip Snyman                     |